# 沉迷
《沉迷》是台灣歌手李翊君發行的第23張音樂專輯，首次大膽嘗試R&B、Bassanova及Solf Rock等新曲風，曲風多變，唱腔由激情悲苦轉向內斂柔和。專輯中收錄了三立台灣台八點檔《負君千行淚》主題曲《沉迷》、《台灣霹靂火》主題曲《擁抱不見得擁有》，以及中視八點檔《風雲》片尾曲《永遠永遠》。

## 曲目
1. 沉迷
2. 斷跟的高跟鞋
3. 上帝沒有幫助
4. 獵人
5. 驀然
6. 擁抱不見得擁有
7. 選擇性失憶
8. 情敵朋友
9. 愛的Complain
10. 永遠永遠